# Phoebe Waller-Bridge
Phoebe Mary Waller-Bridge (ur. 14 lipca 1985 w Londynie) – angielska scenarzystka i aktorka, która zagrała m.in. w filmie Han Solo: Gwiezdne wojny – historie. Zdobywczyni m.in. nagrody BAFTA TV oraz Emmy za tytułową rolę w serialu Fleabag.

## Filmografia

### Filmy
| Rok  | Tytuł                                  | Rola                | Uwagi             |
| ---- | -------------------------------------- | ------------------- | ----------------- |
| 2009 | The Reward                             | Charlotte           | krótkometrażowy   |
| 2011 | Beautiful Enough                       | Composer (głos)     | krótkometrażowy   |
| 2011 | Albert Nobbs                           | Vicehrabina Yarrell |                   |
| 2011 | Meconium                               | Lorna               | krótkometrażowy   |
| 2011 | Żelazna Dama                           | Susie               |                   |
| 2015 | Odważ się zdobyć faceta                | Katie               |                   |
| 2017 | Żegnaj Christopher Robin               | Mary Brown          |                   |
| 2018 | Han Solo: Gwiezdne wojny – historie    | L3-37               |                   |
| 2021 | Nie czas umierać                       |                     | współscenarzystka |
| 2023 | Indiana Jones i artefakt przeznaczenia | Helena Shaw         |                   |

### Telewizja
| Rok        | Tytuł            | Rola               | Uwagi                                  |
| ---------- | ---------------- | ------------------ | -------------------------------------- |
| 2009       | Doctors          | Katie Burbridge    | 1 odc.                                 |
| 2010       | Jak nie być sobą | Felicity           | 1 odc.                                 |
| 2011       | The Night Watch  | Lauren             | film TV                                |
| 2011–2013  | The Café         | Chloe Astill       | 13 odc.                                |
| 2013       | Coming Up        | Karen              | 1 odc.                                 |
| 2013       | London Irish     | Steph              | 1 odc.                                 |
| 2013       | Złe wychowanie   | India              | 1 odc.                                 |
| 2013       | The Revengers    | Emma               |                                        |
| 2014       | Glue             | Bee Warwick        | 2 odc.                                 |
| 2014       | Drifters         |                    | scenariusz – 2 odc.                    |
| 2015       | Broadchurch      | Abby               | 8 odc.                                 |
| 2015       | Flack            | Eve                | film TV                                |
| 2016       | Crashing         | Lulu               | też scenarzystka i twórczyni serialu   |
| 2016, 2019 | Fleabag          | Fleabag            | także scenarzystka i twórczyni serialu |
| 2018       | Obsesja Eve      |                    | scenarzystka i twórczyni serialu       |
| 2020       | Run              | Laurel             | 3 odc.; też producentka wykon.         |
| 2020       | Mroczne materie  | Sayan Kötör (głos) | 2 odc.                                 |

## Nagrody i nominacje
| Rok  | Nagroda                                      | Kategoria                                              | Nominacja za        | Wynik     |
| ---- | -------------------------------------------- | ------------------------------------------------------ | ------------------- | --------- |
| 2013 | Evening Standard Award                       | Najbardziej obiecujący dramatopisarz                   | Fleabag             | Nominacja |
| 2013 | Stage Award for Acting Excellence            | Najlepszy występ solo                                  | Fleabag             | Wygrana   |
| 2014 | Critics' Circle Theatre Award                | Najbardziej obiecujący dramatopisarz                   | Fleabag             | Wygrana   |
| 2014 | Laurence Olivier Award                       | Najlepszy osiągnięcie w teatrze                        | Fleabag             | Nominacja |
| 2014 | The Offies (The Off West End Theatre Awards) | Najlepszy kobiecy występ                               | Fleabag             | Wygrana   |
| 2014 | The Offies (The Off West End Theatre Awards) | Najbardziej obiecujący nowy dramatopisarz              | Fleabag             | Wygrana   |
| 2017 | Nagrody Telewizyjne Akademii Brytyjskiej     | Najlepszy kobiecy występ telewizyjny w roli komediowej | Fleabag             | Wygrana   |
| 2017 | BAFTA TV Craft Award                         | Najlepszy scenarzysta – serial komediowy               | Fleabag             | Nominacja |
| 2017 | BAFTA TV Craft Award                         | Przełomowy talent                                      | Crashing            | Nominacja |
| 2017 | BAFTA TV Craft Award                         | Przełomowy talent                                      | Fleabag             | Nominacja |
| 2017 | Critics' Choice Television Award             | Najlepsza aktorka w serialu komediowym                 | Fleabag             | Nominacja |
| 2017 | Gold Derby Award                             | Najlepsza aktorka w serialu komediowym                 | Fleabag             | Nominacja |
| 2017 | Gold Derby Award                             | Najlepszy przełomowy artysta roku                      | Fleabag             | Nominacja |
| 2017 | Gotham Award                                 | Najlepszy przełomowy serial – pełnometrażowe odcinki   | Fleabag             | Nominacja |
| 2017 | Royal Television Society Award               | Przełomowa gwiazda                                     | Fleabag             | Wygrana   |
| 2017 | Royal Television Society Award               | Scenarzysta – serial komediowy                         | Fleabag             | Wygrana   |
| 2017 | TCA Award                                    | Indywidualne osiągnięcie w serialu komediowym          | Fleabag             | Nominacja |
| 2018 | Nagroda Emmy                                 | Najlepszy scenariusz serialu dramatycznego             | Obsesja Eve         | Nominacja |
| 2018 | Gotham Award                                 | Najlepszy przełomowy serial – pełnometrażowe odcinki   | Obsesja Eve         | Wygrana   |
| 2019 | BAFTA TV Craft Award                         | Najlepszy scenariusz                                   | Obsesja Eve         | Nominacja |
| 2019 | Drama Desk Award                             | Najlepszy występ solo                                  | Fleabag             | Nominacja |
| 2019 | Drama League Award                           | Wybitny występ                                         | Fleabag             | Nominacja |
| 2019 | TCA Award                                    | Indywidualne osiągnięcie w serialu komediowym          | Fleabag             | Wygrana   |
| 2019 | Nagroda Emmy                                 | Najlepsza aktorka w serialu komediowym                 | Fleabag             | Wygrana   |
| 2019 | Nagroda Emmy                                 | Najlepszy scenariusz serialu komediowego               | Fleabag             | Wygrana   |
| 2019 | Nagroda Emmy                                 | Najlepszy serial komediowy                             | Fleabag             | Wygrana   |
| 2019 | Nagroda Emmy                                 | Najlepszy serial dramatyczny                           | Obsesja Eve         | Nominacja |
| 2019 | Gold Derby Award                             | Najlepszy serial dramatyczny                           | Obsesja Eve         | Nominacja |
| 2019 | Gold Derby Award                             | Najlepszy serial komediowy                             | Fleabag             | Wygrana   |
| 2019 | Gold Derby Award                             | Najlepsza aktorka w serialu komediowym                 | Fleabag             | Wygrana   |
| 2019 | Gold Derby Award                             | Najlepszy odcinek serialu komediowego ("Odcinek 2.1")  | Fleabag             | Wygrana   |
| 2019 | Gold Derby Award                             | Najlepszy odcinek serialu komediowego ("Odcinek 2.6")  | Fleabag             | Nominacja |
| 2019 | Gold Derby Award                             | Artysta roku                                           | Fleabag             | Wygrana   |
| 2019 | Britannia Awards                             | Brytyjski artysta roku                                 | N/A                 | Wygrana   |
| 2020 | Nagroda Satelita                             | Najlepsza aktorka w serialu komediowym lub musicalu    | Fleabag             | Wygrana   |
| 2020 | Nagroda Satelita                             | Najlepszy serial komediowy lub musical                 | Fleabag             | Wygrana   |
| 2020 | Złoty Glob                                   | Najlepsza aktorka w serialu komediowym lub musicalu    | Fleabag             | Wygrana   |
| 2020 | Złoty Glob                                   | Najlepszy serial komediowy lub musical                 | Fleabag             | Wygrana   |
| 2020 | Złoty Glob                                   | Najlepszy serial dramatyczny                           | Obsesja Eve         | Nominacja |
| 2020 | Critics' Choice Television Award             | Najlepsza aktorka w serialu komediowym                 | Fleabag             | Wygrana   |
| 2020 | Critics' Choice Television Award             | Najlepszy serial komediowy                             | Fleabag             | Wygrana   |
| 2020 | Nagroda Gildii Aktorów Ekranowych            | Najlepsza aktorka w serialu komediowym                 | Fleabag             | Wygrana   |
| 2020 | Nagroda Gildii Aktorów Ekranowych            | Najlepszy zespół aktorski w serialu komediowym         | Fleabag             | Nominacja |
| 2020 | Laurence Olivier Award                       | Najlepsza aktorka                                      | Fleabag             | Nominacja |
| 2020 | Laurence Olivier Award                       | Najlepsza oryginalna komedia                           | Fleabag             | Nominacja |
| 2020 | BAFTA TV Craft Award                         | Najlepszy scenarzysta – serial komediowy               | Fleabag             | Nominacja |
| 2020 | Nagrody Telewizyjne Akademii Brytyjskiej     | Najlepszy kobiecy występ telewizyjny w roli komediowej | Fleabag             | Nominacja |
| 2020 | Nagrody Telewizyjne Akademii Brytyjskiej     | Najlepszy scenariusz serialu komediowego               | Fleabag             | Nominacja |
| 2020 | Gold Derby Award                             | Najlepszy kobiecy występ gościnny w serialu komediowym | Saturday Night Live | Nominacja |
| 2020 | Nagroda Emmy                                 | Najlepszy gościnny występ w serialu komediowym         | Saturday Night Live | Nominacja |
| 2020 | Nagroda Emmy                                 | Najlepszy serial dramatyczny                           | Obsesja Eve         | Nominacja |